# Митник Микола Мирославович
Микола Мирославович Митник (нар. 20 жовтня 1965, м. Тернопіль) — український викладач, науковець, кандидат технічних наук (1995), доцент (1998), член-кореспондент ПТАН України (2005).
Ректор Тернопільського національного технічного університету імені Івана Пулюя (від 2022).

## Життєпис
Микола Митник народився 20 жовтня 1965 року в місті Тернополі.
Закінчив Тернопільську середню школу № 17, Тернопільську філію Львівського політехнічного інституту (1989). 
Працює у Тернопільському національному технічному університеті імені Івана Пулюя: асистент катедри «Автоматизації машинобудування» (до 1991), старший викладач катедри «Автоматизації виробництва» (1991—1995), доцент катедр «Автоматизація і комп'ютерні технології» (1996—1997), «Комп'ютерно-інтегровані технології» (1997—2009; також заступник завідувача катедри), «Комп'ютерна інженерія» (від 2009), декан факультету «Комп'ютерно-інформаційних систем і програмної інженерії» (від 2011), перший проректор (від 2011), виконувач обов'язків ректора та заступника голови вченої ради (2021—2022).
16 червня 2022 року обраний на посаду ректора з результатом 55,7 % від кількості виборців, що взяли участь у голосуванні.

## Доробок
Автор понад 110 публікацій, з них 55 наукових, 16 авторських свідоцтв і патентів та 22 навчально-методичного характеру, двох навчальних посібників з грифом Міністерства освіти і науки України.
Наукові інтереси: автоматизація дослідження композитних матеріалів, побудова автоматизованих систем управління, захист інформації в комп’ютерних мережах.